# Bardon Mill
Bardon Mill är en ort och civil parish i Storbritannien.   Den ligger i grevskapet och kommunen Northumberland i riksdelen England, i den centrala delen av landet, 400 km norr om huvudstaden London. Bardon Mill ligger 100 meter över havet och antalet invånare är 452. En del av Bardon Mill ligger i Henshaw civil parish.
Terrängen runt Bardon Mill är platt norrut, men söderut är den kuperad. Bardon Mill ligger nere i en dal som går i öst-västlig riktning. Runt Bardon Mill är det ganska glesbefolkat, med 26 invånare per kvadratkilometer. Närmaste större samhälle är Hexham, 15,2 km öster om Bardon Mill. Trakten runt Bardon Mill består i huvudsak av gräsmarker.